# Episodi di Neumatt (prima stagione)
La prima stagione della serie televisiva Neumatt è stata trasmessa sul canale televisivo SRF 1 dal 26 ottobre al 21 novembre 2021.
A livello internazionale è stata distribuita sulla piattaforma streaming Netflix il 13 maggio 2022.
| n° | Titolo originale | Titolo italiano           | Prima TV Svizzera | Pubblicazione Italia |
| -- | ---------------- | ------------------------- | ----------------- | -------------------- |
| 1  | Nachfolge        | Crollo                    | 26 ottobre 2021   | 13 maggio 2022       |
| 2  | Heuernte         | Investimenti              | 31 ottobre 2021   | 13 maggio 2022       |
| 3  | Hochleistung     | Azioni                    | 7 novembre 2021   | 13 maggio 2022       |
| 4  | Viehauktion      | Mucche ad alto rendimento | 7 novembre 2021   | 13 maggio 2022       |
| 5  | Lieferstopp      | Strategie                 | 14 novembre 2021  | 13 maggio 2022       |
| 6  | Gülleloch        | Perdite                   | 14 novembre 2021  | 13 maggio 2022       |
| 7  | Bauernopfer      | Profitti                  | 21 novembre 2021  | 13 maggio 2022       |
| 8  | Heimaterde       | Rilancio                  | 21 novembre 2021  | 13 maggio 2022       |

## Crollo
- Titolo originale: Nachfolge
- Diretto da: Philipp Maximilian & Pierre Monnard
- Scritto da: Christian Schiller, Petra Biondina Volpe & Marianne Wendt

### Trama
Michi Wyss è un giovane consulente finanziario di Zurigo che conduce la vita opulenta del rampante manager di città. La sua famiglia vive invece in campagna, dove porta faticosamente avanti la fattoria Neumatt. Michi ha contatti piuttosto sporadici con Neumatt, quasi vergognandosi dell'umile contesto d'origine, anche perché stare a Zurigo gli permette di vivere apertamente la propria omosessualità. A Michi viene affidata la ristrutturazione aziendale della Berno, una multinazionale che si occupa di agricoltura robotica, e gli viene affiancato  Joel, esperto di vendita al dettaglio proveniente da Amburgo. Dopo aver scoperto che anche Joel è gay, Michi trascorre la notte insieme a lui, precisando che si tratta di una semplice scappatella.
Michi riceve la terribile notizia che suo padre Kurt è morto. A trovarne il corpo è stata la moglie Katharina che però ha mentito sulle circostanze del decesso, affermando che si è trattato di un incidente, mentre invece l'ha trovato impiccato. Michi si vede costretto a rientrare a Neumatt per aiutare la famiglia, in particolare la nonna Trudi e il fratello minore Lorenz, mentre la sorella Sarah gestisce una palestra nelle vicinanze. La sindaca Ursula Halter annuncia una proposta di acquisto pervenuto per Neumatt, volta a  modernizzarne gli antiquati metodi di lavoro. Michi sarebbe propenso ad accettare, mentre Sarah è dell'opposto parere e accusa il fratello di non essere nella posizione di prendere una simile decisione, dato che fa la sua bella vita in città e non gli importa più nulla di loro. Michi non si perdona il fatto di aver ricevuto una telefonata dal padre la notte prima che morisse, in cui il genitore gli esponeva alcune idee sul futuro della fattoria, ma che lui ha sbrigativamente liquidato perché troppo preso da Joel.
Katharina medita di bruciare una lettera che Kurt aveva scritto per Michi. Quest'ultimo è tornato a Zurigo, completamente frastornato dagli ultimi eventi, ma Joel lo richiama alla realtà.

## Investimenti
- Titolo originale: Heuernte
- Diretto da: Philipp Maximilian & Pierre Monnard
- Scritto da: Dominik Locher, Christian Schiller & Petra Biondina Volpe

### Trama
Michi scopre che su Neumatt gravano un'ipoteca e un gran numero di debiti, così chiede alla collega Elodie di stilare un elenco completo di tutte le passività della fattoria. Katharina chiede al figlio di tenere il discorso al funerale, come suo padre avrebbe voluto, mettendolo ulteriormente sotto stress. Michi deve saltare una riunione con la Berno per partecipare al funerale, incaricando Joel di sostituirlo al meglio e tenere sotto controllo Pablo, il collega con cui è in competizione per ottenere una promozione. Arrivato in chiesa, Michi rinuncia a tenere il discorso perché afferma di non conoscere affatto suo padre; Katharina sale sul pulpito al posto del figlio, lanciando un'invettiva contro la modernità che sta mettendo con le spalle al muro le povere famiglie agricole come la loro.
Joel raggiunge Michi perché aveva dimenticato il cellulare, accettando l'invito di Katharina a trattenersi per il rinfresco. Lorenz è l'unico a conoscere la verità sulla morte del padre, ma Katharina gli ha imposto di non farne parola con nessuno perché è un segreto che devono condividere loro due. Sarah vuole saperne di più dalla sindaca Halter a proposito dell'acquisizione di Neumatt, il cui valore di vendita ammonterebbe a 3.000.000 di franchi. Michi incontra Döme Boveri, il veterinario del paese, con cui ebbe una relazione e che è adesso ha messo su famiglia. Lorenz confida a Sarah che il padre non è morto cadendo dalla scala. Sarah tira uno schiaffo alla madre, la quale si ritrova completamente spiazzata e non in grado di formulare una risposta. Tutti gli invitati abbandonano il rinfresco, compreso Michi che scocca alla madre uno sguardo sdegnato. Werner Fuchs comunica a Michi che aveva fatto un prestito a suo padre e ora vorrebbe indietro i soldi. Avendo capito che è giunto il momento di abbattere il muro eretto nei confronti della sua famiglia, Michi è il primo a riconciliarsi con la madre e auspica che anche Sarah faccia altrettanto.
Dopo aver parlato con la Halter, Sarah si è convinta ad accettare la proposta di vendita di Neumatt, dato che anche lei con la sua palestra non naviga nell'oro. Lei e Michi espongono il piano al resto della famiglia, ma nessuno è favorevole. Katharina tira fuori la lettera di Kurt per Michi in cui invocava il suo aiuto per salvare la fattoria e restare unito con i fratelli. Anche dopo aver la lettura della lettera, Sarah è sempre più convinta a vendere, ma adesso è Michi ad avere dei dubbi. Il giovane si offre di aiutare Lorenz nella gestione di Neumatt, mentre lui dovrà preparare l'esame di maturità.

## Azioni
- Titolo originale: Hochleistung
- Diretto da: Philipp Maximilian & Pierre Monnard
- Scritto da: Piet Baumgartner, Dominik Locher & Christian Schiller

### Trama
Michi è determinato a trovare una soluzione per Neumatt, nonostante Joel abbia definito la situazione economica della fattoria "senza speranza". Pressata dalla sindaca Halter che ha bisogno di una risposta in tempi brevi, Sarah insiste con Michi affinché acconsenta a chiudere la vendita della fattoria, ma il fratello si fa forte dei numeri che dimostrano come i guadagni per la famiglia non sarebbero straordinari. Michi e Pablo devono trovare un acquirente per la Berno, il cui presidente Reto Teichmann minaccia altrimenti di mettere in atto un duro piano di licenziamenti. Sarah è sempre più in difficoltà con i pagamenti, soprattutto per i continui rimproveri da parte della figlia Angelina sul loro tenore di vita.
Michi ha trovato una soluzione per la Berno. Il padre di Joel lavora nel Ministero degli Interni tedesco, quindi ha un aggancio per arrivare al governo e far avere a Teichmann una proposta irrinunciabile. Questo consente loro di ottenere l'interessamento da parte dell'importante gruppo cinese Harbin Dairy. Sul fronte Neumatt, Michi suggerisce di mettersi in affari con Thomas Peterhans per meccanizzare la fattoria e dotarsi finalmente di macchinari all'avanguardia per sopravvivere nel mercato agricolo. Sarah si intrufola in casa dei genitori per fotografare i libri contabili, incrociando Lorenz che si lamenta di quanto Michi abbia poca pazienza con lui. Sarah fa comunella con la Halter per impedire a Michi di ottenere il prestito dalla banca, così da costringerlo a vendere Neumatt. Sarah ha ottenuto un prestito da Loris Schwab, cliente della palestra, per mandare Angelina in gita. Lorenz ha ripreso a frequentare la scuola, ma è nuovamente preda di quei blocchi alla parola che in passato gli sono costati la bocciatura; a dargli man forte c'è la compagna di classe Jessie, con cui ha un'intesa speciale.
Informato dalla banca che la sua richiesta di prestito è stata respinta, Michi dà la notizia a Lorenz, ammettendo di non avere un piano alternativo; Lorenz è comunque convinto che il fratello riuscirà a trovare una soluzione. Sarah acquista nuovi macchinari per la palestra, promettendo ad Angelina che in futuro avrà più tempo da dedicarle. Jessie chiede a Lorenz di mostrarle la vitellina a cui ha dato il suo nome, rifiutandosi però di rispondere alla domanda sul perché viva in collegio. Michi annuncia a Joel che non permetterà a un banchiere di provincia di ostacolare i suoi piani per Neumatt, quindi sarà lui stesso a investire in prima persona nella fattoria.

## Mucche ad alto rendimento
- Titolo originale: Viehauktion
- Diretto da: Philipp Maximilian & Pierre Monnard
- Scritto da: Christian Schiller, Petra Biondina Volpe & Marianne Wendt

### Trama
Michi e Lorenz partecipano all'asta delle mucche. I due fratelli hanno deciso di investire tutti i loro risparmi per dare vita al nuovo corso della loro attività; Michi è talmente determinato in ciò che sta facendo dal mettere all'asta i suoi preziosi orologi. Joel è stanco di vivere la loro relazione in clandestinità, ma Michi vuole evitare di fare coming out prima che l'affare con la Harbin Dairy sia concluso; come compromesso, Michi accetta di portare Joel a Neumatt per fargli conoscere meglio la sua famiglia. Michi vede che Joel si sta integrando bene, ma nonostante questo continua a presentarlo come un semplice collega. La sindaca Halter mette in allerta Sarah sull'improvviso attivismo di suo fratello all'asta delle mucche; resasi conto di aver fatto il passo più lungo della gamba, Sarah si vede costretta a restituire i nuovi macchinari appena acquistati. Sarah attraversa una delle sue solite crisi emotive, dove rivive il passato lascivo in cui si concedeva ad altri uomini per tirare a campare, ma la figlia Angelina la richiama alle sue responsabilità di madre e vorrebbe che una figura maschile entrasse nella loro vita.
Lorenz sorprende Michi e Joel mentre stanno facendo l'amore, spiegando al fratello che sapeva da anni del suo essere gay. Forte del suo appoggio, Michi si apre anche con la madre che però non mostra lo stesso entusiasmo, avendo sempre pensato che l'essere gay fosse una fase passeggera nella vita del figlio; Katharina allude al fatto che Döme, l'amore adolescenziale di Michi, alla fine ha rinnegato la sua vera natura. L'arrivo delle mucche vinte all'asta mette in crisi Lorenz perché significa dire addio alla vecchia Olympia, destinata alla macellazione. Dopo aver tranquillizzato il fratello, Michi si scontra nuovamente con la madre perché sta sottoponendo Lorenz a uno stress eccessivo; Michi puntualizza di fare esattamente quanto voluto dal padre per risanare la fattoria e che adesso la loro priorità è portare Lorenz al diploma. Mentre Katharina capisce che è venuto il momento di farsi da parte, Michi mette in vendita anche la sua costosissima automobile e la cede a Pablo.
La Harbin Dairy dà un ultimatum alla Berno, mettendo un tavolo un'offerta al ribasso che rappresenta la loro ultima proposta. Il capo di Michi è furiosa con tutti e pretende una soluzione immediata, altrimenti rispedirà Joel ad Amburgo e ostacolerà ogni loro ambizione di diventare consulenti internazionali. Venuta a sapere dalla Halter che il Comune sta valutando un altro lotto di terreno, Sarah annuncia alla figlia che rischia di dover chiudere la palestra; Angelina sprona la madre a reagire, dicendole che lei è l'unica a non essere dalla parte di Michi.

## Strategie
- Titolo originale: Lieferstopp
- Diretto da: Sabine Boss & Philipp Maximilian
- Scritto da: Ruth Rehmet, Christian Schiller & Petra Biondina Volpe

### Trama
Pablo propone a Teichmann di comprare latte a basso costo dalla Germania, spacciandolo per svizzero; Michi si oppone, avvertendo che gli allevatori si accorgerebbero subito dell'imbroglio, formulando la controproposta di introdurre una trattenuta sul latte di due anni e spiegare la situazione agli allevatori, i quali senz'altro accetteranno il male minore. Teichmann si prende un po' di tempo prima di scegliere quale delle due proposte accettare. Sovraccaricato dallo stress, Michi abusa delle sostanze che solitamente assume e sviene nel parcheggio dello studio; risvegliatosi dopo l'intervento dei soccorsi, Michi si precipita a Neumatt e crolla sfinito sul letto. Andato in paese a sondare l'opinione degli allevatori sull'ipotesi delle trattenute sul latte, Michi incontra Döme in un bar e trascorre la serata con lui; ubriachi, i due ragazzi iniziano a baciarsi, prima di essere richiamati all'ordine da una loro amica. Sarah viene invitata a cena da Loris Schwab. Katharina si bacia con Martin Halter, il marito della sindaca Ursula.
Martin annuncia ai Wyss che nel loro latte sono state trovate tracce di antibiotici e, in attesa delle analisi di controllo, non potrà essere consegnato. Scartabellando tra i documenti, Michi si accorge che il padre aveva smesso di pagare l'assicurazione; a preoccupare maggiormente lui e Katharina sono gli scatti d'ira che ha Lorenz non appena si presenta un problema. Riprecipitatosi a Zurigo per l'incontro decisivo con Teichmann, Michi consegna per sbaglio la chiavetta con la sua analisi a Pablo che può spacciarla come una sua idea. Michi implora Joel di fargli un prestito per aiutarlo a fronteggiare le recenti emergenze familiari, ma il fidanzato vuole che smetta di assumere sostanze. Sarah si è trovata bene a cena con Loris, accorgendosi che quella con lui potrebbe diventare una storia seria. Nonna Trudi inizia ad avere degli incubi, chiedendo rassicurazioni a Katharina sul fatto che andrà tutto bene e nessuno la abbandonerà. Michi telefona a Döme perché deve vederlo urgentemente a Neumatt; il veterinario gli spiega che non può contestare i risultati dei test, ma limitarsi a superare un'ispezione in cui gli verranno chiesti tutti i dettagli riguardanti la produzione del latte; Michi si scusa per quanto accaduto la sera prima, nonostante questo i due ragazzi tornano a baciarsi e fanno sesso.

## Perdite
- Titolo originale: Gülleloch
- Diretto da: Sabine Boss & Philipp Maximilian
- Scritto da: Ruth Rehmet, Christian Schiller & Petra Biondina Volpe

### Trama
L'ispezione a Neumatt dà esito positivo, consentendo ai Wyss di tornare a consegnare il latte. Joel consegna a Michi i soldi che gli aveva chiesto, ricevendo in cambio la promessa che smetterà di sniffare; proprio in quel momento però arriva un messaggio di Döme che derubrica quanto accaduto l'ultima notte a semplice scappatella, facendo arrabbiare Joel non tanto per il tradimento, quanto per il fatto che Michi ha sempre professato di non volere una relazione aperta. Michi tira uno schiaffo a Pablo in ascensore, con il risultato di essere licenziato e sostituito nei suoi compiti da Joel. Dopo aver tentato inutilmente di convincere la madre a far ragionare i fratelli, Sarah implora la Adler di concederle ulteriore tempo prima di chiudere la vendita con l'acquirente alternativo alla Neumatt. Sarah dice agli allevatori che Michi lavora come consulente per la Berno, quindi non potrà mai essere dalla loro parte. Lorenz trova nonna Trudi caduta dalla scala mentre stava raccogliendo la frutta da un albero.
Michi torna a Neumatt con la coda tra le gambe, nascondendo la scatola di cartone contenente gli effetti personali dell'ufficio. La voce su Michi consulente della Berno ha già circolato, con il risultato che nessuno vuole più comprare il latte dei Wyss; Lorenz inveisce contro il fratello, urlandogli di non farsi più vedere. Katharina porta Martin da Jojo Berner, un ex fidanzato con cui da giovane aveva tentato la carriera di cantante, prima di rinunciare a quest'ambizione e mettere su famiglia con Kurt. Nonna Trudi, tornata dal pronto soccorso con un braccio steccato, rivela ad Angelina che la madre le ha mentito a proposito di suo padre. Un Michi ubriaco bussa alla porta di Döme, mettendo in imbarazzo sia lui che la moglie; Döme vuole riportare Michi a Zurigo, ma il giovane fa arrestare la macchina per andare a sballarsi nel solito bar. Qui anche Döme scopre dell'affaire Berno, litigando pesantemente con gli avventori del locale e svelando pubblicamente la loro passata relazione gay. Sbattuto fuori di peso dal bar, Michi si trascina fino a Neumatt, dove è soccorso da Lorenz che lo sveglia dall'hangover con la canna dell'acqua. Sarah è fuori di sé dalla paura perché Angelina è scappata di casa, salendo a bordo della macchina di un perfetto sconosciuto.

## Profitti
- Titolo originale: Bauernopfer
- Diretto da: Sabine Boss & Philipp Maximilian
- Scritto da: Christian Schiller, Petra Biondina Volpe & Marianne Wendt

### Trama
Angelina rientra a Neumatt e pretende di sentire da sua madre la verità a proposito del padre, da lei dichiarato morto e invece vivo; Sarah confessa di essere stata lasciata non appena scoperto di essere incinta. Angelina vuole stare lontana dalla madre e rivela agli zii che è stata lei ad avvelenare il loro latte; come se non bastasse, le clienti della palestra si lamentano delle sue recenti assenze e Sarah le caccia via, rinchiudendosi a piangere. Dopo aver sorpreso Michi a sniffare in bagno, Lorenz trova il coraggio di affrontare gli allevatori e ottiene il loro assenso a riprendere le consegne del latte. Katharina e Martin progettano una vita on the road, lontana dalla fattoria e dalle sue costrizioni. Trudi disapprova i propositi giovanilisti della nuora e vorrebbe che riprendesse il controllo della situazione a Neumatt, visto cosa stanno combinando ultimamente i nipoti; Katharina non ha però intenzione di continuare a farsi comandare dalla suocera ed è sempre più determinata ad andarsene.
A sorpresa, Pablo e la direttrice Caroline arrivano a Neumatt per implorare Michi di tornare al lavoro, avendo bisogno del suo aiuto per chiudere l'affare Berno. Michi accetta, ponendo due condizioni: la società pagherà i debiti della fattoria e lui, in caso di successo, sarà nominato socio. Arrivato a Zurigo, Michi chiede scusa a Joel e ribadisce la promessa di smetterla con la droga, promettendogli che farà di tutto per riconquistare la sua fiducia. Michi si libera di tutte le sostanze e affronta la crisi d'astinenza, avendo delle visioni di suo padre. Ursula ha scoperto la relazione tra Martin e Katharina, implorando il marito di tornare insieme per superare la crisi coniugale; Martin è tuttavia determinato nella scelta di iniziare un nuovo percorso con Katharina. Lorenz trascorre la notte prima dell'esame nella stalla a vegliare un vitello malato, dato che Döme si è rifiutato di curarlo dopo quanto accaduto con Michi. Lorenz ha l'ennesimo blocco e non passa l'esame; trattandosi della seconda bocciatura, non potrà diventare un contadino. Sarah racconta ad Angelina come sono andate le cose con suo padre, rivelandole che è stata il frutto di un rapporto violento da lei mai denunciato. Katharina comunica a Lorenz che dovranno mettere in vendita la fattoria, dato che lui non ha superato l'esame, Michi è tornato a Zurigo e lei partirà con Martin.
Michi si schiera dalla parte dei contadini che irrompono al consiglio d'amministrazione della Berno. Gli allevatori non intendono accettare il nuovo prezzo del latte e iniziano a spargere sementi. Michi prende la parola per far capire ai contadini che imboccare la strada del latte tedesco li condurrà alla rovina, mentre invece accettare la riduzione del prezzo comporterebbe meno danni a lungo termine. Michi riesce nell'impresa di convincere sia i contadini che la Berno, con la quale peraltro era d'accordo nell'organizzare questa messinscena. Lorenz chiede a Michi di tornare a casa perché la madre vuole vendere la fattoria, ma il fratello rifiuta di dargli una mano perché dice di aver già fatto abbastanza.

## Rilancio
- Titolo originale: Heimaterde
- Diretto da: Sabine Boss & Philipp Maximilian
- Scritto da: Christian Schiller, Petra Biondina Volpe & Marianne Wendt

### Trama
Michi progetta di trasferirsi con Joel ad Amburgo, trampolino di lancio per quella che spera sia una vita da giramondo. Lorenz è l'unico che deve ancora firmare la dichiarazione di vendita di Neumatt, ma non ha alcuna intenzione di rinunciare alla fattoria e accettare l'idea di doversi costruire un futuro altrove. Martin ha sistemato il camper per la fuga con Katharina. Sarah scopre che sua madre aveva firmato un accordo di non divulgazione con la famiglia del padre di Angelina, affinché non ci fossero conseguenze per nessuna delle parti; Katharina ammette che si è trattato di un errore, ma è grazie a quel denaro che avevano potuto comprare la palestra alla figlia. Teichmann vuole lanciare un nuovo prodotto a base di avena, così da avere un'alternativa al latte se in futuro decidesse di scaricare gli allevatori; Michi contesta questa decisione, anche per riconoscere lo sforzo fatto dagli allevatori per venire incontro alle esigenze economiche della Berno. Katharina vuole comprare casa per sé e Lorenz, ma il ragazzo dichiara di non voler più vivere con lei.
Michi rinvia la partenza per Amburgo, dovendo ancora sistemare una faccenda. Il giovane vorrebbe avere l'approvazione di Sarah alla decisione di mettere in vendita Neumatt, ma la sorella non intende concedergliela, nonostante lei di fatto gli abbia remato contro per tutto il tempo. Joel ha notato che Michi si sta pentendo di aver venduto la fattoria, dato che contrariamente a lui non ha mai avuto un posto da chiamare casa. Döme incolpa Michi di avergli rovinato la vita, dato che la moglie si è allontanata da lui  dopo quanto successo quella sera. Katharina passa a ritirare la dichiarazione di vendita da consegnare al notaio e Lorenz si vede costretto a firmarla; Jessie gli sta accanto, spiegandogli che la sua vita andrà avanti anche senza la fattoria. Mentre si sta dirigendo in aeroporto, Michi capisce di appartenere a Neumatt e decide di scendere dal taxi, dicendo addio a Joel. Katharina è nello studio del notaio, quando riceve la telefonata di Michi che annuncia di voler revocare il proprio assenso alla vendita della fattoria, di cui intende diventare l'unico proprietario; Katharina tira uno schiaffo al figlio, dicendogli che adesso la fattoria è tutta sua e dovrà arrangiarsi.
Angelina si mette sulle tracce di suo padre. Nonna Trudi non accetta di finire in un ricovero per anziani, così ingerisce un cocktail di farmaci. Katharina ha scelto di andare a vivere a Zurigo, rinunciando quindi ai propositi di fuga con Martin che prende male questa notizia. Michi ferma Lorenz, il quale aveva appena terminato di fare i bagagli, perché sono arrivate le mucche e possono ricominciare a lavorare insieme, promettendogli che stavolta è qui per restare.